# Luynes
Luynes je naselje in občina v osrednjem francoskem departmaju Indre-et-Loire, regije Center. Leta 2009 je naselje imelo 5.025 prebivalcev.

## Geografija
Kraj leži v pokrajini Touraine ob reki Loari, 12 km zahodno od središča Toursa.

## Uprava
Luynes je sedež istoimenskega kantona, v katerega so poleg njegove vključene še občine Fondettes, La Membrolle-sur-Choisille, Mettray in Saint-Étienne-de-Chigny z 21.371 prebivalci.
Kanton Luynes je sestavni del okrožja Tours.

## Zgodovina
Naselbina je bila verjetno prvikrat omenjena v letu 475 za časa Tourskega škofa Perpetuusa. Stoletje kasneje pod Gregorijem kot Malliagense. Ob ustanovitvi škofije sv. Genovefe leta 961 je bil imenovan Malliace, kasneje Malliacensis, Maillé.
Prvo gospostvo Mailléja se je pojavilo v začetku 11. stoletja, sprva kot veja anžujskih grofov, kasneje vazalov grofov iz Bloisa. Leta 1619 je bil pod Charlesom d'Albertom, vojvodom de Luynesom kraj povzdignjen na raven peerstva, ko je skupaj s svojimi odvisnimi ozemlji postal baronstvo Maillé in gospostvo Rochecorbon. Med francosko revolucijo je bil preimenovan sprva v Roche sur Loire, leta 1800 pa je z Napoleonom dobil sedanje ime Luynes.

## Zanimivosti
- ostanki nekdanjega rimskega akvedukta iz 2. stoletja,
- grad Château de Luynes iz 12. do 17. stoletja,
- tržnica iz 15. stoletja,
- cerkev sv. Genovefe iz leta 1874.

## Pobratena mesta
- Buntingford (Anglija, Združeno kraljestvo),
- Meßstetten (Baden-Württemberg, Nemčija),
- Ólvega (Kastilija in Leon, Španija).